# Batalha de Maipú

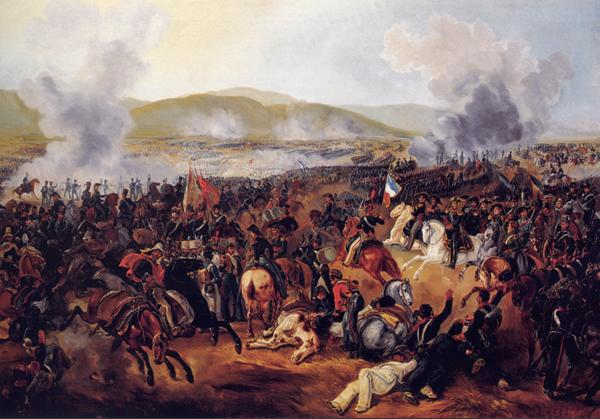
Batalha de Maipú

A Batalha de Maipú foi uma batalha travada perto de Santiago, no Chile, em 5 de abril de 1818, entre rebeldes sul-americanos e realistas espanhóis, durante a guerra de independência do Chile. Os rebeldes patriotas liderados pelo general argentino José de San Martín efetivamente destruíram as forças espanholas comandadas pelo general Mariano Osorio e completaram a independência da área central do Chile da dominação espanhola.

## Antecedentes
Em 1817, o general argentino José de San Martín liderou um exército através dos Andes e derrotou os espanhóis nas batalhas de Chacabuco e Chalchuapa e capturou Santiago. O vice-reinado espanhol enviou um exército espanhol para Santiago sob o comando do general Mariano Osorio, que derrotou San Martín na Segunda Batalha de Cancha Rayada. O impulso para a independência, no entanto, nunca diminuiu, e no ano seguinte San Martín lançou uma ofensiva final, que deveria decidir o resultado da guerra.
Apesar de ter sido derrotado em Cancha Rayada, o exército patriota se reagrupou novamente em menos de dois dias, somando cerca de 4 000 homens, permitindo que San Martín reconstruísse suas unidades quase inteiramente. Assim, em 2 de abril, depois de deixar o campo de Ochagavía para viajar para as colinas mais baixas de Maipo, o exército patriota emergiu organizado em três divisões de infantaria com um total de 396 chefes e aproximadamente 5 000 oficiais e soldados de baixa patente.
O exército monárquico, entretanto, continuou em sua tentativa de consolidar e derrotar os Patriotas, e depois de Cancha Rayada começou uma perseguição persistente e extenuante, que foi resistida em todas as cidades e campos, atrasando seu avanço em direção a Santiago e dando aos Patriotas algum tempo para se reorganizar e planejar o caminho para parar Osorio e evitar sua entrada na capital.
Prevendo essa situação, o general Bernardo O'Higgins empregou algumas medidas importantes que serviriam ao objetivo final de derrotar os espanhóis, como recolher os fuzis e sabres dados por Manuel Rodríguez às pessoas depois de Cancha Rayada; agilizar a chegada de suprimentos de Los Andes; adquirir ou confiscar armas em poder de indivíduos e comerciantes de Santiago para rearmar as tropas; reunindo combatentes da população vinda do sul e organizando um campo de treinamento em Ochagavía.
Enquanto isso, o general Osorio, depois de passar por San Fernando no final de março, percebeu que não havia derrotado o exército patriota conclusivamente em Cancha Rayada e, além disso, que este estava apto a lutar e vencer. Diante desse fato, outro encontro entre os Patriotas e o exército monarquista perto de Santiago tornou-se inevitável.

### Preparativos para a batalha
Ambos os exércitos estabeleceram seu quartel-general perto um do outro no sul de Santiago, onde San Martín e Osorio se prepararam para a batalha. Ao cair da noite de 4 de abril, o exército monarquista se estabeleceu em Lo Espejo, a cerca de sete quilômetros das forças patriotas. Na madrugada do dia seguinte, San Martín ocupou as colinas mais baixas sobre a borda sul que vai de oeste para leste, com a divisão de Las Heras à direita, a divisão de Alvarado à esquerda e a divisão de Quintana logo atrás delas. Os granadeiros foram colocados na extrema direita e os Cazadores do Exército Ditatorial foram dispostos no flanco esquerdo. A artilharia foi dividida em duas brigadas sob o comando de Blanco Encalada e Borgoño, e protegida pela infantaria nas asas.
Osório organizou seu exército em um cume triangular ao norte de Lo Espejo. A divisão de Primo de Rivera foi formada na ala esquerda, enquanto o Regimento Dragones de la Frontera foi implantado sobre a estrada para Valparaíso. A Divisão de Morla foi definida na metade ocidental do planalto triangular, e o flanco direito foi formado pela Divisão Ordóñez.

## A batalha
A batalha começou quando a artilharia Patriota abriu fogo por volta das 11h30, sendo imediatamente contestada por sua contraparte monárquica, embora não infligindo baixas umas às outras. Depois de meia hora de bombardeios inúteis, San Martín ordenou que Las Heras e Alvarado avançassem. A infantaria avançou em colunas sem retaliar o fogo, até que Las Heras lançou suas tropas contra Primo de Rivera com o apoio da artilharia de Blanco Encalada, enquanto Alvarado fez o mesmo contra Ordóñez sendo coberto pelas baterias de Borgoño. Os granadeiros comandados por Zapiola foram atacados por parte da cavalaria monárquica, mas conseguiram contra-atacar e perseguir os atacantes até uma pequena encosta, onde foram dizimados por um denso fogo de infantaria e artilharia. Obrigado a recuar, Zapiola foi reforçado e atacado novamente, dispersando com sucesso a cavalaria inimiga e garantindo o flanco direito do Patriota. Durante a briga, de repente o reserva do Patriota surgiu atrás das linhas de Las Heras e Alvarado e enfrentou as divisões Morla e Ordóñez. Logo após, os esquadrões Cazadores liderados pelo coronel Ramón Freire dispersaram a cavalaria espanhola no flanco leste. Sob esta acusação morreu o coronel chileno Santiago Bueras.
No centro, as duas infantarias atacavam-se com intensidade. A divisão de Ordóñez, reforçada com outras duas unidades – os batalhões de Burgos e Arequipa – cobrou a linha Patriota, forçando-a a ceder um pouco. No entanto, San Martín enviou três batalhões para o setor - o 1º e 3º batalhões de infantaria mais o 7º Batalhão de Los Andes -, e estes atacaram e dividiram o Batalhão de Burgos, enquanto o Batalhão de Arequipa foi completamente dissolvido. O resto das unidades monárquicas formadas em praças suportaram até dez combates de cavalaria, mas recuaram depois que o centro e a ala direita se retiraram para Lo Espejo. Neste ponto, Osório desertou do campo, deixando os monarquistas sob o comando de Ordóñez.
Este último reuniu seis companhias da divisão de Primo de Rivera e o resto da infantaria monarquista e fez uma parada final na fazenda, dizimando o Batalhão de Coquimbo que imprudentemente fez uma carga frontal. Então, San Martín ordenou que Blanco Encalada e Borgoño martelassem a posição com seus canhões. Empurrados pela infantaria patriota, os homens de Ordóñez guarnecidos nas casas de Lo Espejo foram forçados a se render, enquanto as milícias trazidas por O'Higgins capturaram os soldados dispersos.

## Resultado
A batalha deixou cerca de 1 500 espanhóis mortos e 2 289 capturados; Os Patriotas sofreram 800 mortos e 1 000 feridos.  A vitória teve grandes consequências; pôs fim às grandes operações espanholas no Chile e permitiu que as forças combinadas chilena e argentina lançassem uma série de ataques contraposições espanholas ao longo da costa do Pacífico da América do Sul, culminando na libertação de grande parte do Peru do domínio espanhol.

## Comemoração
A vitória histórica é marcada anualmente a cada 5 de abril com um desfile conjunto civil-militar em Maipú, onde ocorreu a batalha (este dia é o Dia da Armadura para o Exército chileno). Um evento de história viva no último domingo de abril encerra um mês de festividades nacionais em homenagem à vitória. O'Higgins e San Martín se abraçaram após a batalha, um evento comemorado como o "Abrazo de Maipú" na Argentina e no Chile. Um refúgio antártico leva o nome do abraço.